# 洞窟住居
洞窟住居（どうくつじゅうきょ）とは、洞窟の空間を利用して、住処とした場所のことである。この場合、人間が通ることのできる程度以上であることが必須の条件である。崖にできた横穴や、地下にできた縦穴も可能ならば住居にすることができる。

## 特徴
内部の気温は、一般に洞窟がある外部の平均気温になり、内部は外部と較べると夏は涼しく・冬は暖かい。また地中であることも含め、一般に湿度が高い。この気温差を利用して住居となる。